# Jean Thienpont
Pour les articles homonymes, voir Thienpont.
Jean-Ignace Thienpont, né le 7 octobre 1774 à Etikhove et mort le 26 septembre 1863 à Audenarde, est un magistrat et homme politique belge.

## Biographie
D'une vieille famille patricienne du pays d'Audenarde, Jean-Ignace Thienpont est le fils de Josse Thienpont, bailli d'Etichove et mayeur des seigneuries et mairies d'Etikhove-Ladeuze, d'Overmaelsaeke, de Ten Berghe et de Ter Thondt, et d'Anne Thérèse de Looze.
Après ses études, Jean-Ignace Thienpont s'engage dans l'armée des États belgiques unis en 1790 et participe aux dernières opérations des troupes nationales chargées de protéger Bruxelles contre le Feld-maréchal impérial Bender. Il termine ensuite ses études à Audenarde et à Gand, puis au collège de la Sainte-Trinité de l'ancienne Université de Louvain. Diplômé en droit, presque à la veille de la suppression par le Directoire de l'antique Alma Mater, il s'inscrit comme avocat au barreau.
Marié à Marie Thérèse de Clercq, il est le père de Léon-Victor-Jean Thienpont et le grand-père de Louis Thienpont.
Il était décoré de la Croix de fer, et chevalier, puis officier de l’Ordre de Léopold.

## Fonctions et mandats
- Maire de Maarke-Kerkem : 1806
- Membre du Conseil de Régence d'Audenarde : 1818
- Échevin d'Audenarde : 1820
- Membre des États provinciaux de la Flandre-Orientale : 1820-1830
- Membre du Conseil de Régence d'Audenarde : 1821-1830
- Président du Conseil de la milice d'Audenarde : 1824
- Membre du Congrès national : 1830
- Conseiller communal d'Audenarde : 1830-1839
- Membre de la Chambre des représentants de Belgique par l'arrondissement de Gand : 1831-1832
- Conseiller provincial de Flandre-Orientale : 1836-1839
- Membre de la Chambre des représentants de Belgique par le district d'Audenarde : 1831-1848

## Sources
- Ch. Terlinden, Biographie nationale de Belgique, t. XXIV, 1926-1929, col. 860-865. Lire en ligne
- Stengers J., De Paepe J.-L., Gruman M., e.a., Index des éligibles au Sénat (1831-1893), Bruxelles, 1975.

- Ressource relative à plusieurs domaines :   - ODIS